# Cours-de-Pile
 Cours-de-Pile  (en occitano Cors e Pilas) es una población y comuna francesa, situada en la región de Aquitania, departamento de Dordoña, en el distrito de Bergerac y cantón de Bergerac-2.

## Demografía
| 572 | 628 | 868 | 1203 | 1329 | 1300 |
| Para los censos de 1962 a 1999 la población legal corresponde a la población sin duplicidades (Fuente: INSEE [Consultar]) |     |     |      |      |      |